# Sony Pictures Imageworks
Sony Pictures Imageworks (SPI) ist ein Unternehmen der Filmindustrie, das Spezialeffekte sowie Visual Effects für Sony Pictures Entertainment produziert. Es ist Teil der Sony Pictures Motion Picture Group.
Sony Pictures Imageworks wurde 1992 als Tochtermarke von Sony gegründet und hat sich inzwischen zu einem der erfolgreichsten und größten Visual-Effects-Unternehmen weltweit etabliert. Der Hauptsitz befindet sich seit 2014 in Vancouver, British Columbia, Kanada. Ein weiterer Unternehmensstandort ist der frühere Unternehmenshauptsitz in Culver City, Kalifornien.
Neben zahlreichen Nominierungen wurde das Unternehmen 2003 für Die Chubbchubbs! und 2005 für die besten visuellen Effekte in Spider-Man 2 von der Academy of Motion Picture Arts and Sciences mit dem Oscar ausgezeichnet. 

## Werke (Auswahl)
Das Unternehmen hat zahlreiche Effekte für viele Filme erschaffen, so zum Beispiel für:
- Matrix Reloaded und Matrix Revolutions
- Harry Potter und der Stein der Weisen
- Der Herr der Ringe: Die Gefährten
- Spider-Man 2
- The Amazing Spider-Man
- 2012
- Alice im Wunderland
- Die fantastische Welt von Oz
- I Am Legend
- Last Action Hero
- Men in Black II und Men in Black 3
- Pixels
- Die Schlümpfe
- Der Zoowärter
- The Man from Toronto
- Ghost Busters: Frozen Empire